# Fosa nasal
Las fosas nasales son dos cavidades óseas separadas por un delgado tabique nasal sagital, comunicadas con el exterior por los orificios nasales o narinas, y situadas por encima de la cavidad bucal. Constituyen el tramo inicial del aparato respiratorio, sirven para la entrada y la salida de aire y además forman parte del sentido del olfato y el sistema olfatorio.
La mucosa que la recubre, cumple varias funciones entre ellas: la filtración de las partículas contaminantes, el acondicionamiento del aire del exterior y como barrera primaria del sistema inmune.

## Características
En aves y mamíferos, las fosas nasales contienen huesos ramificados o cartílagos cuya función es calentar el aire durante la inhalación y retener la humedad en la exhalación.
Algunos mamíferos acuáticos, como las ballenas o los delfines, tienen las fosas nasales situadas en la parte superior del cráneo en lugar de en la nariz, facilitando así la respiración cuando ascienden a la superficie.
Los Procellariiformes se distinguen de otros pájaros por tener extensiones tubulares de sus narinas.

## Mucosa
El interior de las fosas nasales está tapizado por una membrana mucosa, que se divide en mucosa respiratoria y mucosa olfativa.
- La mucosa respiratoria (antiguamente pituitaria roja) recubre la mayor parte de la fosa nasal y contiene células ciliadas y células caliciformes que secretan moco. El moco forma una capa superficial donde quedan atrapadas las partículas extrañas, que son arrastradas por el movimiento de los cilios hacia la faringe para ser eliminadas. Además esta mucosa sirve para humedecer y calentar el aire respirado.

- La mucosa olfativa (antiguamente pituitaria amarilla) o epitelio olfativo, está situada en la parte superior de las fosas nasales y contiene las neuronas receptoras olfativas, donde reside el sentido del olfato.[1]

## Función
Durante la respiración nasal, el aire entra por las fosas nasales que son los dos orificios, cubiertos de vellosidades y con células que secretan moco. Tras la entrada del aire en las fosas nasales, las partículas de mayor tamaño son filtradas en las vellosidades y quedan atrapadas en la mucosidad. El aire se calienta y se humedece gracias a numerosos capilares que se encuentran en el espesor del epitelio interior de las fosas nasales.

## Anatomía

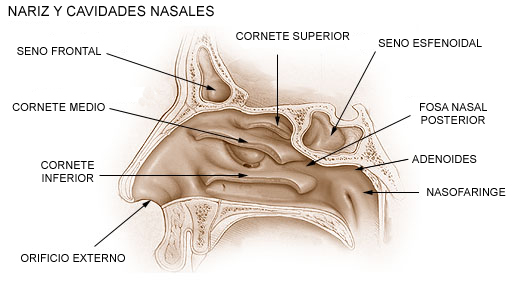
Anatomía de la fosa nasal.

En el mamífero la nariz es la parte superficial y anterior de las fosas nasales, de naturaleza principalmente cartilaginosa y recubierta por piel, situada en la cara, mientras que el resto de las fosas nasales está formadas por dos cavidades óseas situadas en el interior de los huesos de la cara y por debajo del cráneo.

Las fosas nasales muestran dos orificios anteriores llamados narinas, situadas en la base o superficie inferior de la nariz, que representan la comunicación con el exterior para la entrada o salida de aire. Muchos mamíferos presentan por debajo y detrás unos pelos gruesos, largos y rígidos llamados vibrisas.

En el humano dentro de cada narina aparece un pequeño espacio llamado vestíbulo nasal cuyas paredes internas presentan unos escasos pelos cortos. 
En el límite posterior de las fosas nasales otros dos orificios llamados coanas desembocan en la rinofaringe o nasofaringe, sirviendo por lo tanto de comunicación con el resto del aparato respiratorio.

### Parte interna
e= Pared medial o Tabique nasal.
a b c= Cornetes nasales
Anatómicamente, estas fosas nasales tienen:
- Pared medial, que se denomina tabique nasal, compuesto por tejido óseo (la lámina perpendicular del etmoides, vomer) y compuesto por tejido cartilaginoso (el cartílago septal).
- Pared lateral, presenta los llamados cornetes nasales superior y medio, que son unas prominencias óseas pertenecientes al hueso etmoides, y un cornete inferior, un hueso que es un hueso aparte que se articula al ungis y al etmoides en su apófisis unciforme. Estos cornetes nasales están en intima relación con los senos paranasales y contiene la desembocadura de cada uno de los senos en los diferentes canales (meatos superior, medio e inferior).

Canales:
- Meato superior: (Entre cornete superior y medio) Desemboca celdas posteriores del seno etmoidal y esfenoidal
- Meato medio: (Entre cornete medio e inferior) Desemboca celdas etmoidales anteriores y medias, seno frontal, seno maxilar
- Meato inferior: (Entre cornete inferior y piso nasal o porción palatina del maxilar y lámina horizontal del palatino) Desemboca el conducto nasolagrimal

### Histología
Las fosas nasales están recubiertas internamente una membrana mucosa formada por: un epitelio seudo estratificado cilíndrico ciliado con células caliciformes, que se encuentra adherido al hueso, es decir, recubre todo el tabique y todas las cavidades y salientes de estas fosas nasales, así como también recubre el interior de los senos paranasales.

## Fisiología

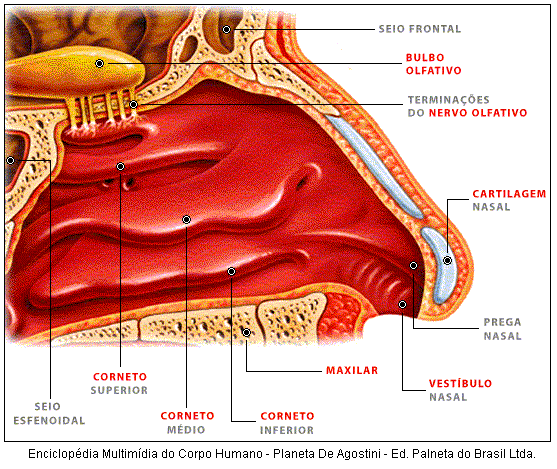

La fosa nasal es el órgano respiratorio por excelencia, del sector superior del aparato respiratorio.

En las fosas nasales de los mamíferos, el aire que entra durante la inhalación crea una corriente que llega al órgano del sistema olfativo y también es la responsable del intercambio aéreo de los senos paranasales y la trompa de Eustaquio.

El flujo de aire de la fosa nasal en inspiración y en espiración, es regulado mediante factores invariables en el espacio (estructura anatómica) y también mediante otros factores dinámicos que son variables en el tiempo (vasomotilidad).

El aire que deja las cavidades nasales por las coanas, debe estar en suficiente volumen y presión, pero también con calor, humedad y limpieza adecuados.

### Flujo nasal de aire
El volumen de aire que pasa en un solo sentido por las fosas nasales es en condiciones normales de 6-8 litros/minuto. Durante la inspiración la corriente  de aire puede alcanzar una velocidad de hasta 12-18 metros/segundo.

Durante una respiración tranquila, el flujo de aire que pasa a través de las fosas nasales es de tipo flujo laminar. 
Si el flujo laminar se mantuviera, el contacto entre el aire y la mucosa respiratoria se vería reducido, empeorando los intercambios de calor, de humedad y de partículas.

### Acondicionamiento nasal de aire
Gracias a la mucosa, la corriente de aire sufre unos cambios fundamentales, es filtrada calentada y humidificada.

Este aire es filtrado, dejando en la fosas nasales las partículas que son dañinas para la laringe y la tráquea. Este filtro puede ser muy útil para la prevención de alergias y procesos asmáticos.

Este aire es calentado, penetra dentro de las fosas nasales a la temperatura ambiente, que puede ser muy fría y mediante el contacto con la mucosa. El aire inspirado adquiere la temperatura corporal que es necesaria para que no dañe a la laringe, la tráquea y los pulmones. De esta forma se previenen procesos inflamatorios o infecciosos del aparato respiratorio. 
Durante el calentamiento del aire inspirado se produce el ciclo nasal. En los humanos el ciclo nasal es ultradiano. Los vasos sanguíneos de cada fosa nasal aumentan su tamaño hinchándose y luego decrecen.

Existe una relación entre la función termorreguladora de la piel y la permeabilidad nasal, ante el frío se produce una vasodilatación de la mucosa nasal que disminuye la entrada de aire, lo contrario sucede ante el calor.
La irritación de las fosas nasales es la que desencadena el reflejo del estornudo que puede resultar en la excreción de mucosidad o mocos.

## Patología

### Obstrucción nasal
Las fosas nasales obstruidas, representan un molesto problema para quien las presenta y además la respiración se ve dificultada en mayor o menor medida.

### Tratamiento
- Mecanismos fisiológicos:
  - Lavados nasales.
  - Vahos.
- Mecanismos terapéuticos:
  - Mecanismos locales:
    - Instilación de sprays.
    - Gotas nasales.

  - Mecanismos por vía general:
    - Toma de medicamentos (que deben estar prescritos por el médico).[10]

#### Lavados nasales
El lavado nasal es la introducción de agua, solución salina o suero fisiológico, a través de las fosas nasales. La mayoría aconseja una solución de sal de cocina (cloruro de sodio), que debe tener una concentración isotónica similar al suero sanguíneo.
Algunos pediatras recomiendan que sean de agua de mar, que es hipertónica. Se recomienda usar preferentemente suero fisiológico farmacéutico, ya que las concentraciones de sodio y otros iones están correctamente proporcionadas y actúan de modo totalmente fisiológico.
El lavado nasal debe hacerse para que penetre hasta la rinofaringe, es decir, el lavado debe caer hacia la cavidad bucal o salir por la otra narina.
En niños pequeños se usa suero fisiológico y se instila con un cuentagotas (mayoritariamente), pero debe insistirse de manera que sea efectivo para que se solucione el problema con la mucosa.

#### Vahos
Los vahos son medidas terapéuticas sanas, que anteriormente se practicaban con más frecuencia, quizá por falta de las medidas o tratamientos actuales. Aunque la comunidad médica recomienda usar productos farmacéuticos, como mecanismos humidificantes, las sustancias derivadas de plantas, hojas de árboles o hierbas pueden ser efectivas.
El vaho bien hecho es el que se realiza a conciencia, tapado con una toalla y respirando por la nariz, hasta que la piel de la cara moleste o impida la  prolongación del mismo, en el paciente que lo efectúa.

La vaporterapia mediante aparatos comerciales también fluidifica las secreciones, si se hacen 3-4 sesiones diarias de 10-15 minutos cada una.

## Enfermedades
- Vestibulitis nasal, (infecciones virales, bacterianas y fúngicas).[22]
- Forúnculo nasal. Absceso cutáneo producido por la infección bacteriana del folículo piloso.
- Sinusitis. Inflamación de la mucosa que recubre los senos paranasales, producida principalmente por la obstrucción de los conductos que llegan a las fosas nasales.
- Rinitis. Inflamación de la mucosa de las fosas nasales, generalmente producida por resfriado común o por alergias.
- Epistaxis. Sangrado de las fosas nasales, puede producirse por una gran variedad de causas, entre las que destaca la hipertensión, la inflamación de la mucosa o los traumatismos digitales (rascarse).
- Hiposmia. Es un trastorno del sentido del olfato que resulta en la reducción parcial de la capacidad de percibir olores. Los factores desencadenantes más comunes son las infecciones de las fosas nasales superiores, otras causas son los pólipos y las infecciones de los senos paranasales.
- Síndrome de la nariz vacía. Se utiliza para una afección nasal de origen iatrogénico cuando la fosa nasal se daña debido a una excesiva resección o reducción de los cornetes nasales inferiores o de los cornetes medios que deja a los mismos incapaces de funcionar adecuadamente.[23][24][25]